# 호시하라 겐타
호시하라 겐타(일본어: 星原 健太, 1988년 5월 1일 ~ )는 일본의 전 축구 선수이다.

## 구단 경력
그는 2007년부터 202년까지 J리그의 감바 오사카, 미토 홀리호크, 기라반츠 기타큐슈, 마쓰모토 야마가 FC, 더스파구사쓰 군마, 후지에다 MYFC에서 활동하였다.